# Emodinamica
L'emodinamica è quella branca della fisiologia cardiovascolare che analizza e studia il comportamento del sangue in movimento nei vasi, permettendo così di ridurre il pericolo dell'instaurarsi di patologie legate alla circolazione sanguigna.
Per studiare il flusso del sangue all'interno delle vene si fa uso delle leggi fisiche di governo dei fluidi, ossia della meccanica dei fluidi.
Con il termine globale di emodinamica usato in cardiologia, si indicano anche le metodiche di indagine invasive, quali la coronarografia e non invasive quali l'ecocardiografia color Doppler, che consentono uno studio morfologico e funzionale della circolazione cardiaca.